# Antony Emerson
Antony Emerson, né le 29 mars 1963 à Brisbane et mort le 23 janvier 2016 à Newport Beach, est un joueur de tennis australien, professionnel à la fin des années 1980.
Il est le fils du champion de tennis Roy Emerson.

## Carrière
En 1980, à l'âge de 17 ans, il se fait remarquer en disputant le tournoi de Gstaad en double avec son père (qui avait 43 ans). Ils avaient déjà remporté en 1978 le tournoi US Hardcourt "père et fils".
Il sort diplômé de l'université du Sud de la Californie en 1985. Il a remporté cette année-là un tournoi Challenger à Dortmund associé à Mark Woodforde. Spécialiste du double, il a connu ses meilleurs résultats à l'occasion de l'Open d'Australie où il atteint les quarts de finale en 1985 et 1987 avec Desmond Tyson.
Après 4 ans de carrière sans grand succès, il devient professeur de tennis en Floride et à Gstaad.
Il décède en 2016 d'un cancer du cerveau et du foie.

## Parcours dans les tournois duGrand Chelem

### En simple
N'a jamais participé à un tableau final

### En double
| Année | Open d'Australie           | Open d'Australie        | Internationaux de France         | Internationaux de France | Wimbledon | Wimbledon | US Open | US Open |
| ----- | -------------------------- | ----------------------- | -------------------------------- | ------------------------ | --------- | --------- | ------- | ------- |
| 1985  | 1/4 de finale D. Tyson     | M. Edmonston K. Warwick | —                                | —                        | —         | —         | —       | —       |
| 1986  | —                          | —                       | 1er tour (1/32) H. Rittersbacher | G. Luza G. Tiberti       | —         | —         | —       | —       |
| 1987  | 1/4 de finale D. Tyson     | P. Doohan L. Warder     | —                                | —                        | —         | —         | —       | —       |
| 1988  | 2e tour (1/16) R. Krishnan | R. Leach J. Pugh        | —                                | —                        | —         | —         | —       | —       |

N.B. : le nom du ou de la partenaire se trouve sous le résultat ; le nom des ultimes adversaires se trouve à droite.